# V-Cube 7
 (avril 2016).
Si vous disposez d'ouvrages ou d'articles de référence ou si vous connaissez des sites web de qualité traitant du thème abordé ici, merci de compléter l'article en donnant les références utiles à sa vérifiabilité et en les liant à la section « Notes et références ».
Le V-Cube 7 est une variante 7 × 7 × 7 du Rubik's cube comptant sept pièces par arête, soit 218 pièces. Il a été inventé par Panagiotis Verdes et est produit par sa compagnie, Verdes Innovations SA. Comme le Rubik's Cube et le Professor's Cube, le V-Cube 7 possède un centre fixe.
La sortie officielle du V-Cube 7 a lieu en septembre 2008. Le cube fait 72 mm de côté et existe en trois versions de couleurs différentes. La masse du cube est de 315 grammes. Le record mondial de résolution en Speedcubing est détenu par Max Park il l'a réalisé aux CubingUSA Nationals 2019  le record est de 1 min 40 s 89.

## Mécanismes

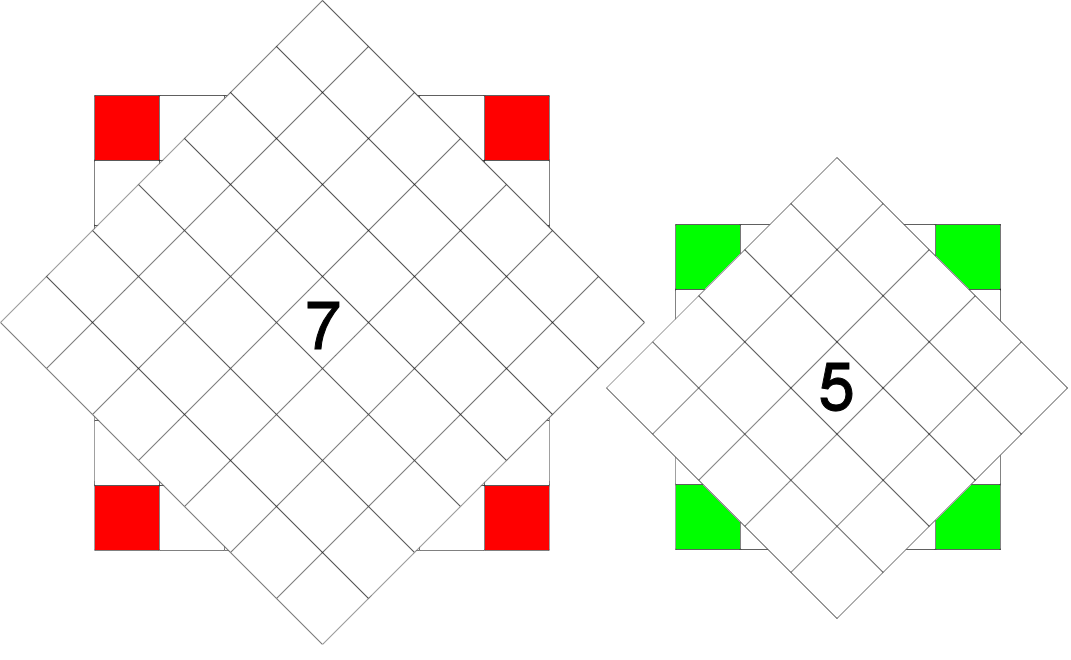
Position d'un coin sur un grand cube

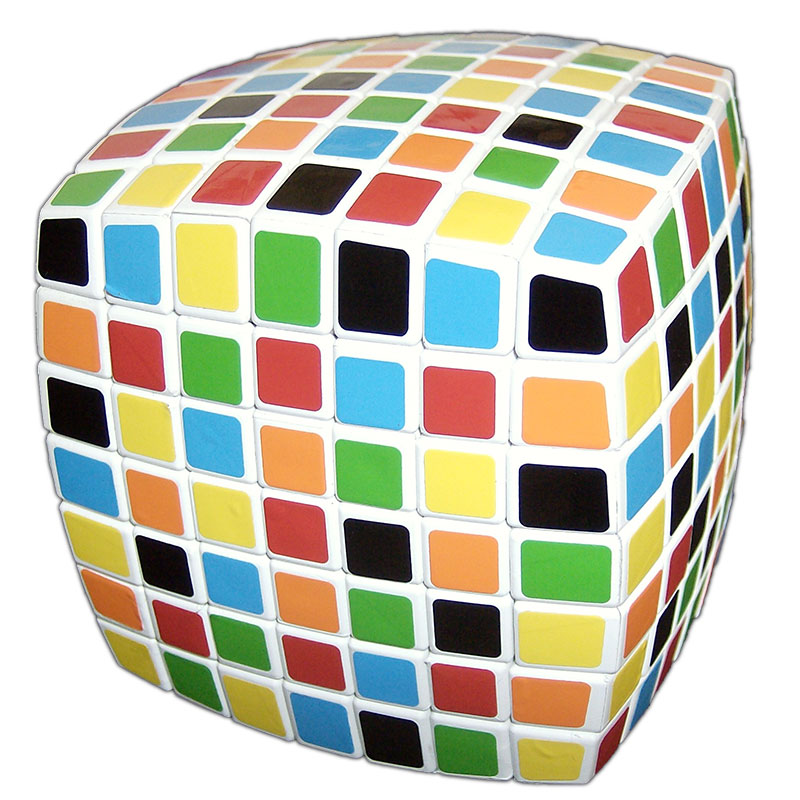
Le V-Cube 7 mélangé.

Le puzzle est constitué de 218 petits cubes (« cubelets ») à la surface. Six de ces cubelets, situés au centre de chacune des six faces du cube, sont reliés entre eux par l'intermédiaire d'une structure interne qui constitue le noyau du cube et qui fixe la position de chacun des centres par rapport aux autres, déterminant de ce fait la couleur de chacune des faces. Le même mécanisme est utilisé sur les V-Cube 5 où il est plus petit, et sur le V-Cube 6 où il est entièrement caché sous les pièces centrales de chaque face.
Les 24 pièces qui entourent chacun des centres fixes de chaque face sont simplement constituées d'une face carrée qui cache le « crochet » du mécanisme interne permettant à la pièce de s'attacher à la structure. C'est en cela que réside le plus grand changement par rapport au Rubik's Cube 3 × 3 × 3 car il existe des pièces au centre qui sont mobiles, où le milieu de chaque face n'est constitué que d'une seule pièce fixe.
Il y a 60 pièces sur les arêtes qui arborent chacune deux couleurs différentes, et huit coins qui en arborent 3. Chaque arête est constituée d'un quintet de pièces de bords et possède une unique combinaison de couleurs, mais toutes les combinaisons ne sont pas possibles (par exemple, il n'y a pas de pièce de bord avec simultanément du noir et du jaune car ces deux couleurs sont opposées sur le cube résolu et n'ont aucune arête en commun).
La position de ces cubes les uns par rapport aux autres peut être modifiée en tournant la couche la plus externe du Cube de 90°, 180° ou 270°, mais la position des arêtes colorée les unes par rapport aux autres ne peut être modifiée pour un cube résolu. En effet, les positions relatives des couleurs sont déterminées par les carrés situés au centre et par les combinaisons de couleurs sur les pièces des arêtes et des coins.
La version la plus répandue du V-Cube 7 est une structure en plastique blanc, avec la face rouge opposée à la face orange, la bleue à la verte, et la jaune à la noire. Les faces noire-rouge-bleue forment un repère cartésien direct. Le centre noir fixe est marqué par un V. Depuis peu, il existe également une version où la structure est en plastique noir. Toutes les couleurs sont conservées à part le noir qui est remplacé par du blanc. De ce fait, le V-Cube 7 ressemble alors au Rubik's Cube original, mais avec plus de couches.
À la différence du V-Cube 6 produit par la même société, le V-Cube 7 est quelque peu arrondi. Cet éloignement de la forme d'un vrai cube est cependant nécessaire. En effet, le V-Cube 7 serait totalement impossible à utiliser s'il était totalement plat, les pièces sautant trop facilement dès que l'on essaye de tourner une couche. Il est à noter que pour répondre à ce problème sur le V-Cube 6, Verdes annonce la fabrication prochaine d'un V-Cube 6 arrondi : le V-Cube 6b.
De plus, sur l'image à droite, si le Cube 7 était construit de manière régulière avec des faces plates, les cubes des pièces des coins perdraient le contact avec le corps de l'articulation à laquelle ils sont attachés par un bras lors d'une rotation de la couche de 45°.

### Permutations

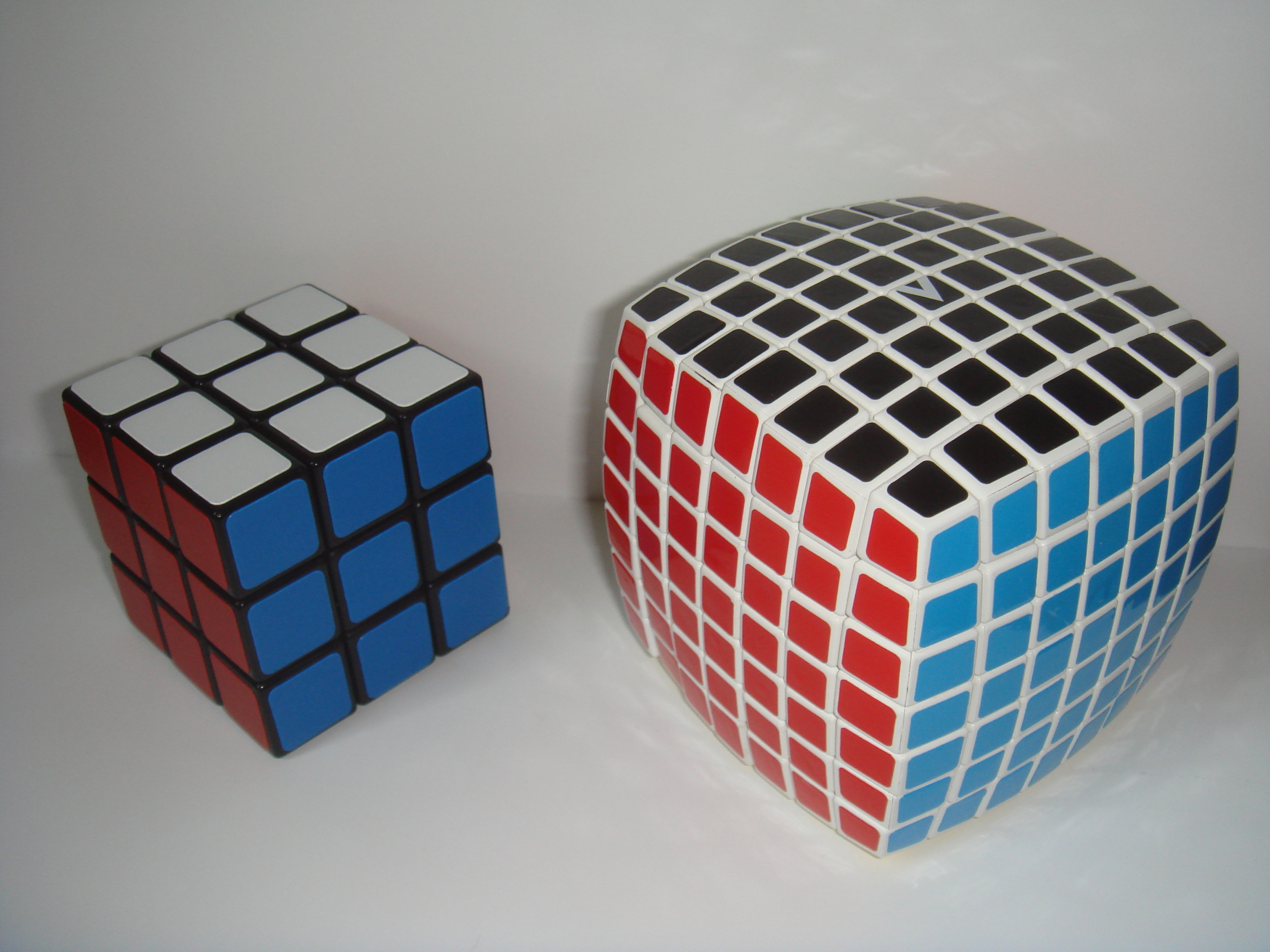
Comparaison de la taille entre un cube original 3 × 3 × 3 et un cube 7 × 7 × 7.

Il y a 8 cubelets de coins, 60 cubelets sur les arêtes et 150 sur les centres (dont 6 fixes et 144 mobiles).
Toutes les permutations des cubelets des coins sont possibles, même les permutations impaires. Sept coins peuvent subir une rotation de manières indépendantes, l'orientation du 8e est dépendante de sept autres, ce qui nous donne 8!×37 combinaisons.
Il y a en tout 144 pièces mobiles qui constituent les centres des faces du cube, soit six types de 24 pièces chacun. Les pièces du centre d'un type ne peuvent être échangées avec celles d'un autre (d'un point de vue mécanique, on peut le comprendre quand on sait que chaque type de pièce possède son propre mécanisme d'attache). Chaque type peut être arrangé de 24! façons différentes. Sachant que les 4 cubelets du même type ayant la même couleur ne peuvent être distingués les uns des autres, le nombre de permutations de chaque type est réduit à 24!/(4!6) permutations, chacune étant possible indépendamment des coins. Les facteurs de réduction viennent du fait qu'il y a 4! façon d'arranger les quatre pièces d'un même type d'une couleur donnée. En prenant en compte chacune des six couleurs, nous devons donc prendre la puissance 6 pour ce facteur. Le nombre total de permutations pour les six types de pièces différentes des centres qui sont mobiles, on doit alors passer ce résultat à la puissance 6, soit finalement 24!6/(4!36).
Il y a 60 pièces sur les arêtes, composées de 12 centres d'arêtes, de 24 intermédiaires, et de 24 arêtes extérieures. Le milieu d'une arête peut être retourné sur lui-même contrairement aux autres pièces des arêtes. En effet, l'asymétrie du système d'accroche ne permet pas aux arêtes intermédiaires et extérieures de se retourner sur elles-mêmes en restant à leur propre place. On ne peut également pas échanger une pièce d'une famille d'arêtes avec celle d'une autre famille (par exemple, on ne peut pas échanger d'arête intermédiaire avec une arête extérieure). Les cinq pièces d'une arête forment un quintet, et chacune des pièces est unique et peut être distinguée d'une autre portant les mêmes couleurs. On peut cependant échanger les positions de deux pièces sœurs de la même arête (par exemple, on peut échanger l'arête intermédiaire de droite avec sa sœur de gauche), ce qui implique un retournement des pièces sur elles-mêmes lors de l'échange. Il y a 12!/2 façons d'arranger les arêtes centrales, et des permutations impaires des coins impliquent des permutations impaires de ces pièces en même temps. Il y a 211 façons de les orienter en les tournant sur elles-mêmes, l'orientation de la 12e étant entièrement déterminée par l'orientation des 11 autres. Chacune des permutations des arêtes intermédiaires et des arêtes extérieures est possible, que ces permutations soient paires ou impaires, ce qui donne 24! arrangements pour chaque famille ou 24!2 au total si l'on ne prend pas en compte l'orientation des autres cubelets.
Ce qui donne un nombre total de permutations de :
{\displaystyle {\frac {8!\times 3^{7}\times 12!\times 2^{10}\times 24!^{8}}{4!^{36}}}\approx 1{,}95\times 10^{160}}
Le nombre entier étant 19 500 551 183 731 307 835 329 126 754 019 748 794 904 992 692 043 434 567 152 132 912 323 232 706 135 469 180 065 278 712 755 853 360 682 328 551 719 137 311 299 993 600 000 000 000 000 000 000 000 000 000 000 000 000.
Cependant, le centre fixe de la face noire est marqué d'un V, qui peut être orienté de 4 façons différentes. Cela augmente le nombre de combinaisons d'un facteur 4 à 7,80 × 10160 , bien qu'aucune des orientations ne soit considérée comme fausse.

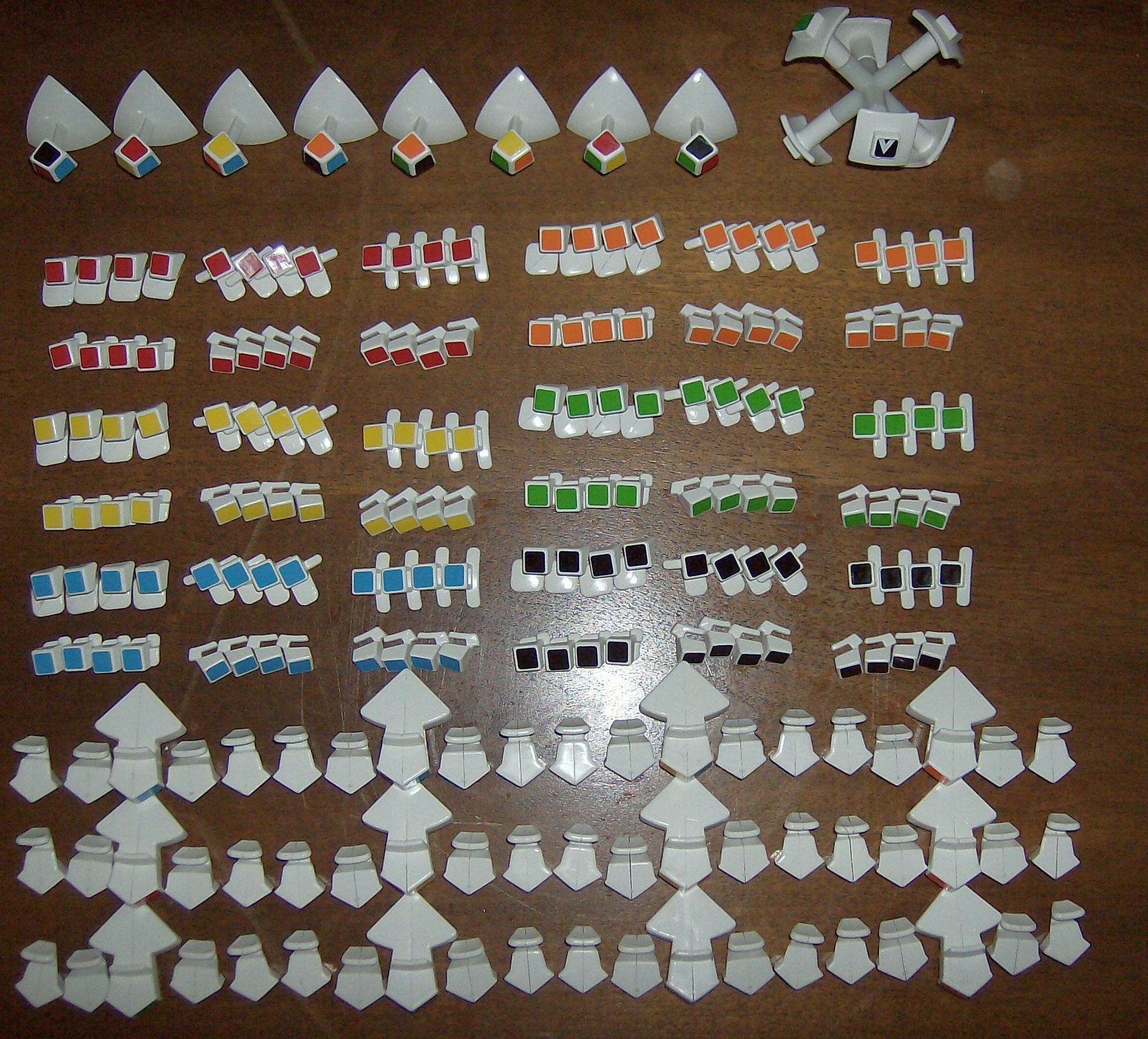
Cube désassemblé.

## Records
La première compétition officielle a eu lieu en 2009. Avant cette date, de façon officieuse, Michał Halczuk a résolu le V-Cube 7 en 4 min 32 s 99 et Brendan Hemsly l'a résolu 30 fois avec une moyenne de 4 min 0 s 02.
| Temps            | Compétiteur | Nationalité | Lieu                                         | Date              |
| ---------------- | ----------- | ----------- | -------------------------------------------- | ----------------- |
| 1 min 34 s 15    | Max Park    | États-Unis  | Rubik's WCA North American Championship 2024 | 19 juillet 2024   |
| 1 min 35 s 68    | Max Park    | États-Unis  | Marshall Cubing September 2022               | 24 septembre 2022 |
| 1 min 40 s 89    | Max Park    | États-Unis  | CubingUSA Nationals 2019                     | 1er août 2019     |
| Voir la suite ou |             |             |                                              |                   |

| Temps            | Compétiteur | Nationalité | Lieu                                  | Date              |
| ---------------- | ----------- | ----------- | ------------------------------------- | ----------------- |
| 1 min 39 s 68    | Max Park    | États-Unis  | Nub Open Yucaipa 2024                 | 27 avril 2024     |
| 1 min 41 s 78    | Max Park    | États-Unis  | University Heights Cubing Winter 2024 | 20 janvier 2024   |
| 1 min 42 s 12    | Max Park    | États-Unis  | Marshall Cubing September 2022        | 24 septembre 2022 |
| Voir la suite ou |             |             |                                       |                   |

La moyenne (ou average, terme anglais) est calculée sur cinq tentatives en enlevant à la fois le meilleur et le moins bon temps de la série, se basant ainsi sur trois temps.